# Jānis Blūms
Jānis Blūms (Saldus, Letonia, 20 de abril de 1982) es un exjugador letón de baloncesto. Juega de base o escolta en el Pallacanestro Reggiana de la Lega Basket Serie A.

## Trayectoria
Ha participado en el All-Star de la Liga de Baloncesto de Letonia de 2003 y en el de la Liga Báltica de Baloncesto de 2006.

## Selección nacional
Ha sido internacional con la Selección de baloncesto de Letonia. Con su selección participó en Campeonato Europeo de Baloncesto Masculino de 2005 de Serbia y Montenegro y en el Campeonato Europeo de Baloncesto Masculino de 2007 de España.

## Clubes
- Broceni Riga/BK Skonto Riga (LBL/BBL): 2000-2003
- Anwil Włocławek (PLK): 2003-2004
- BK Ventspils (LBL/BBL): 2004-2006
- Lietuvos Rytas (LKL/BBL): 2006-2007
- S.S. Basket Napoli (LEGA): 2007-2008
- Bizkaia Bilbao Basket (ACB): 2008-2012
- Lietuvos Rytas  (Liga de Lituania): 2012-2013
- B.C. Astana (VTB United League): 2013-2014
- Panathinaikos BC: 2014-2015
- Air Avellino: 2015-2017
- Tecnyconta Zaragoza: 2017-2018
- Parma Basket: 2018-2019
- VEF Riga: 2019-2020
- Pallacanestro Reggiana: 2020-2021

## Palmarés

### Campeonatos nacionales
- Liga de Baloncesto de Letonia, 2004-2005, BK Ventspils
- Liga de Baloncesto de Letonia, 2005-2006, BK Ventspils
- Liga Báltica de Baloncesto, 2006-07, Lietuvos Rytas